# Oxypetalum charrua
Oxypetalum charrua är en oleanderväxtart som beskrevs av T. Meyer. Oxypetalum charrua ingår i släktet Oxypetalum och familjen oleanderväxter. Inga underarter finns listade i Catalogue of Life.